# Велоспорт на літніх Олімпійських іграх 1988
У змаганнях з велоспорту на літніх Олімпійських іграх 1988 у Сеулі розіграно 9 комплектів нагород у двох видах: шосейний велоспорт і велоспорт на треку. Уперше проведено змагання в спринті серед жінок.

## Шосейні гонки

### Чоловіки
| Event                    | Золото                                                  | Срібло                                                                            | Бронза                                                          |
| ------------------------ | ------------------------------------------------------- | --------------------------------------------------------------------------------- | --------------------------------------------------------------- |
| Групова гонка            | Олаф Людвіґ · НДР                                       | Бернд Ґрене · Західна Німеччина                                                   | Крістіан Генн · Західна Німеччина                               |
| Роздільна командна гонка | НДР (GDR) Ян Шур Уве Амплер Маріо Куммер Майк Ландсманн | Польща (POL) Анджей Сипитковський Йоахім Галупчок Зенон Яскула Марек Лесьневський | Швеція (SWE) Мікел Лафіс Андерс Ярль Б'єрн Юганссон Ян Карлссон |

### Жінки
| Дисципліни    | Золото                  | Срібло                          | Бронза                 |
| ------------- | ----------------------- | ------------------------------- | ---------------------- |
| Групова гонка | Монік Кнол · Нідерланди | Ютта Нігаус · Західна Німеччина | Лайма Зілпоріте · СРСР |

## Велоперегони на треку

### Чоловіки
| Дисципліни                         | Золото                                                                       | Срібло                                                          | Бронза                                                                               |
| ---------------------------------- | ---------------------------------------------------------------------------- | --------------------------------------------------------------- | ------------------------------------------------------------------------------------ |
| гонка за очками                    | Дан Фрост · Данія                                                            | Лео Пелен · Нідерланди                                          | Марат Ганєєв · СРСР                                                                  |
| індивідуальна гонка переслідування | Гінтаутас Умарас · СРСР                                                      | Дін Вудс · Австралія                                            | Бернд Діттерт · НДР                                                                  |
| Командна гонка переслідування      | СРСР (URS) В'ячеслав Єкімов Артурас Каспутіс Дмитро Нелюбін Гінтаутас Умарас | НДР (GDR) Карстен Вольф Штеффен Блохвіц Роланд Генніґ Дірк Маєр | Австралія (AUS) Скотт Мак-Ґрорі Дін Вудс Бретт Даттон Вейн Мак-Карні Стівен Мак-Ґлед |
| Спринт                             | Луц Гесліх (GDR)                                                             | Микола Ковш (URS)                                               | Ґарі Нейванд (AUS)                                                                   |
| Гіт на 1 км                        | Олександр Кириченко (URS)                                                    | Мартін Віннікомб (AUS)                                          | Роберт Лехнер (FRG)                                                                  |

### Жінки
| Дисципліни | Золото               | Срібло                          | Бронза          |
| ---------- | -------------------- | ------------------------------- | --------------- |
| Спринт     | Еріка Салумяе · СРСР | Кріста Лудінґ-Ротенбурґер · НДР | Конні Янґ · США |

## Країни, що взяли участь
Змагалися 422 велогонщики та велогонщиці з 62-х країн.
| - Алжир (2) - Андорра (2) - Антигуа і Барбуда (2) - Аргентина (7) - Австралія (17) - Австрія (7) - Барбадос (2) - Бельгія (6) - Беліз (5) - Болівія (1) - Бразилія (8) - Канада (11) - Кайманові Острови (6) - Китай (9) - Китайський Тайбей (2) - Колумбія (7) |  | - Заїр (4) - Чехословаччина (13) - Данія (9) - НДР (17) - Еквадор (1) - Фінляндія (4) - Франція (16) - Велика Британія (17) - Гватемала (5) - Гвіана (2) - Гонконг (5) - Угорщина (1) - Іран (7) - Ірландія (5) - Італія (18) |  | - Ямайка (3) - Японія (12) - Ліван (2) - Лівія (2) - Ліхтенштейн (3) - Малаві (4) - Малайзія (2) - Мексика (5) - Монако (1) - Нідерланди (13) - Нова Зеландія (13) - Норвегія (5) - Філіппіни (3) - Польща (11) - Сьєрра-Леоне (1) - Південна Корея (15) |  | - СРСР (18) - Іспанія (13) - Суринам (1) - Швеція (8) - Швейцарія (9) - Тринідад і Тобаго (2) - Об'єднані Арабські Емірати (6) - США (19) - Віргінські Острови (1) - Уругвай (3) - Венесуела (4) - В'єтнам (1) - Західна Німеччина (15) - Югославія (6) - Зімбабве (2) |

## Таблиця медалей
| Місце               | Країна              | Золото | Срібло | Бронза | Загалом |
| ------------------- | ------------------- | ------ | ------ | ------ | ------- |
| 1                   | СРСР (URS)          | 4      | 1      | 2      | 7       |
| 2                   | НДР (GDR)           | 3      | 2      | 1      | 6       |
| 3                   | Нідерланди (NED)    | 1      | 1      | 0      | 2       |
| 4                   | Данія (DEN)         | 1      | 0      | 0      | 1       |
| 5                   | Австралія (AUS)     | 0      | 2      | 2      | 4       |
| 5                   | ФРН (FRG)           | 0      | 2      | 2      | 4       |
| 7                   | Польща (POL)        | 0      | 1      | 0      | 1       |
| 8                   | США (USA)           | 0      | 0      | 1      | 1       |
| 8                   | Швеція (SWE)        | 0      | 0      | 1      | 1       |
| Загалом (9 збірних) | Загалом (9 збірних) | 9      | 9      | 9      | 27      |